# Falkenstein (Dolna Austria)
Falkenstein – gmina targowa w Austrii, w kraju związkowym Dolna Austria, w powiecie Mistelbach. Liczyła 438 mieszkańców (1 stycznia 2014).
Falkenstein położony jest w krajobrazie wapiennych klifów w północnym Weinviertel w Dolnej Austrii i geologicznie należy do strefy Waschberg.
Zalesione jest 58,82 proc. powierzchni Falkenstein.
Nad miejscowością górują ruiny zamku Falkenstein, wznoszącego się na 415 metrowym szczycie.

## Galeria

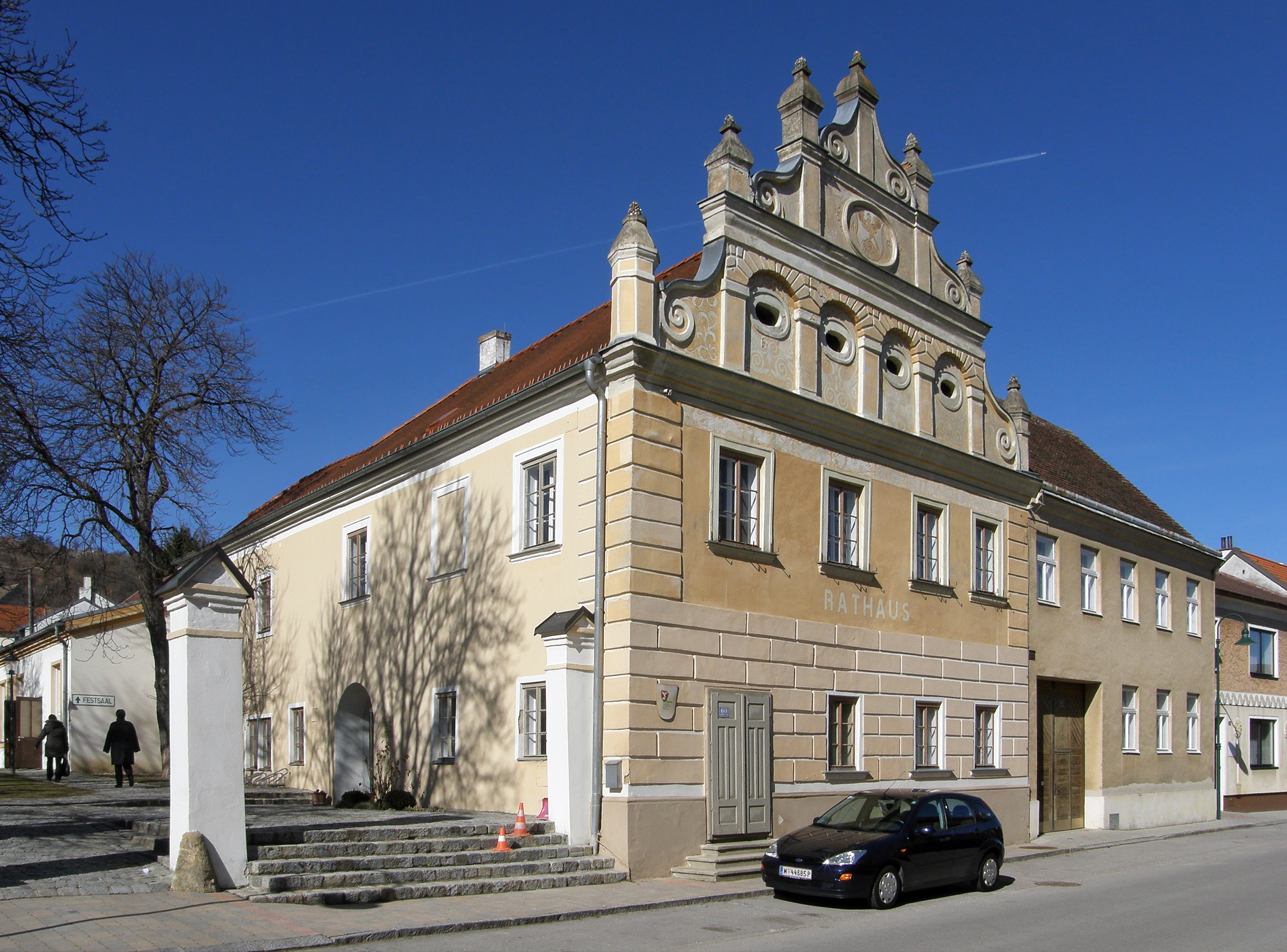
Ratusz
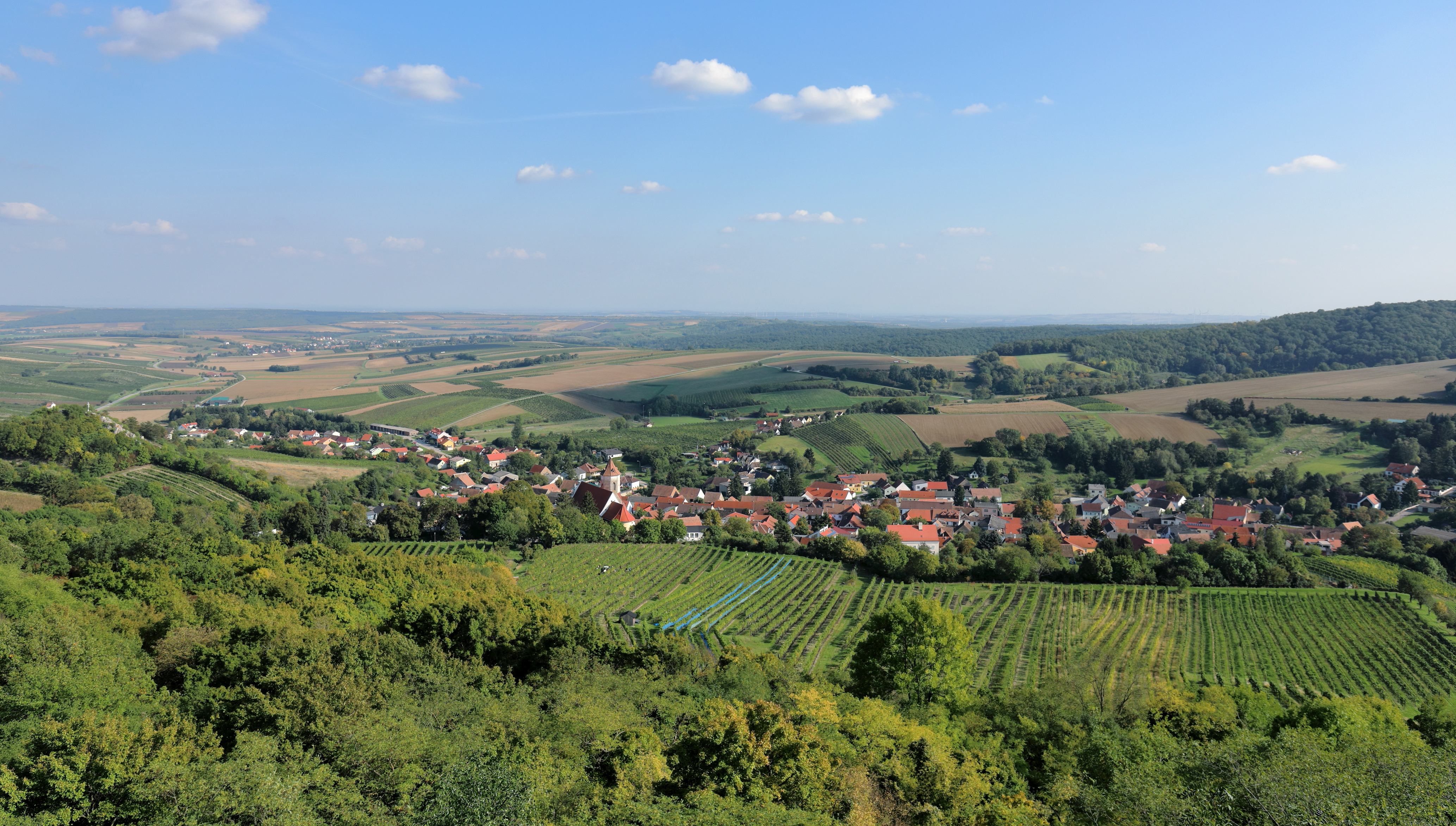
Widok z zamku na Falkenstein
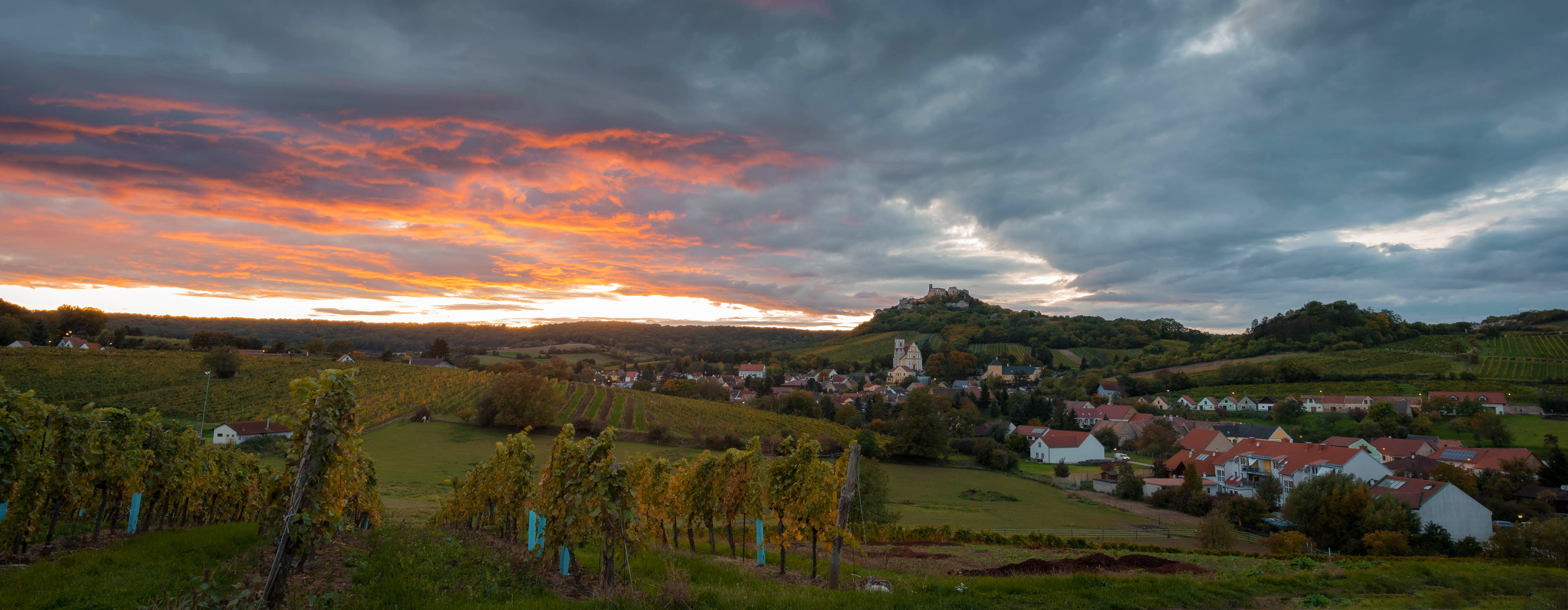
Panorama miejscowości Falkenstein z zamkiem w tle
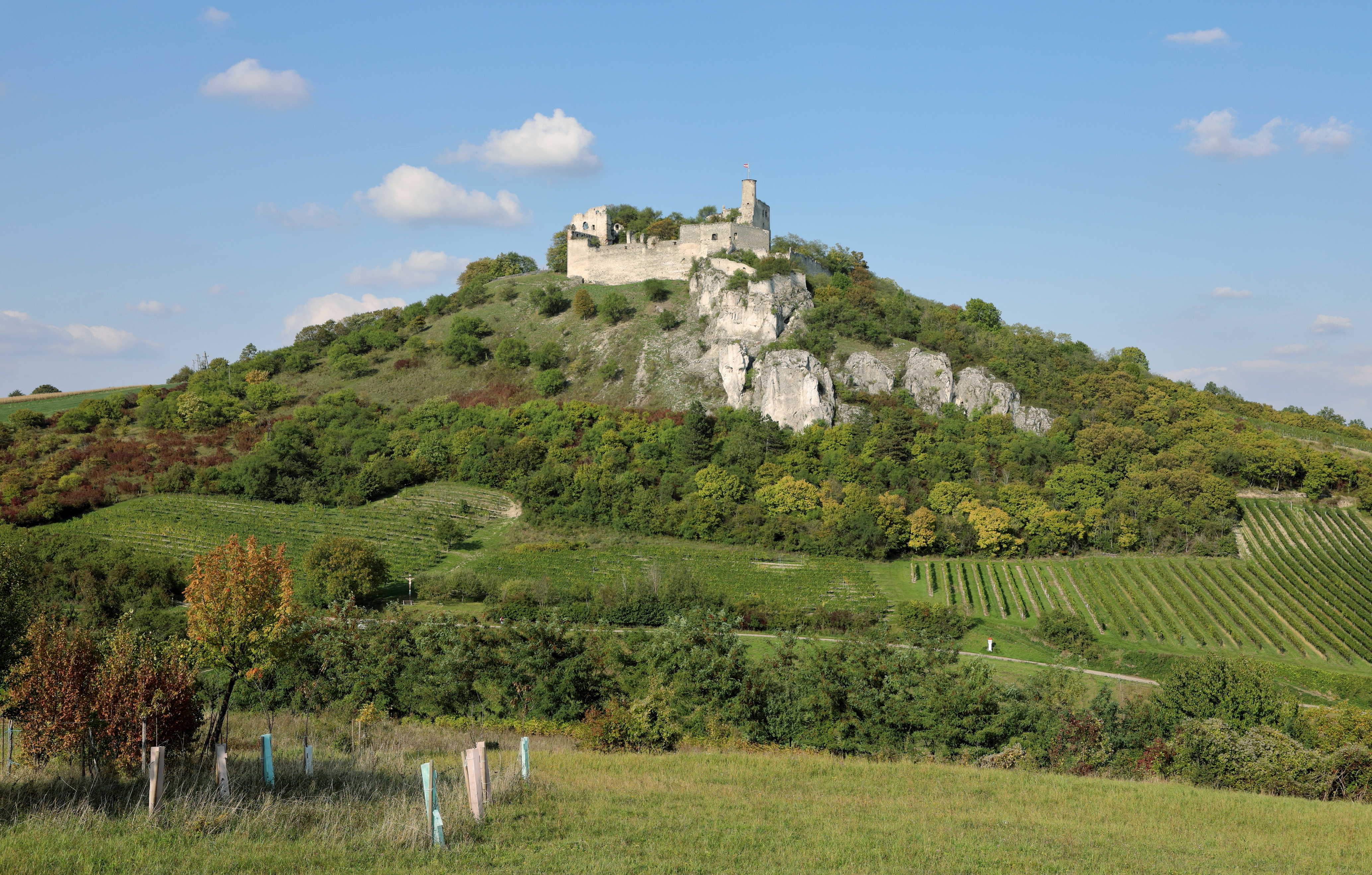
Widok na wzgórze z ruinami zamku